# Plastična hirurgija
Plastična hirurgija predstavlja granu medicine koja se bavi ispravljanjem ili rekonstrukcijom delova ljudskog tela vraćajući im maksimalnu moguću funkcionalnost i normalan ili lepši izgled, kao npr. manji i lepši nos ili veće grudi.
Iako je estetska hirurgija najpoznatiji oblik plastične hirurgije, plastična hirurgija nije nužno i estetska hirurgija, odnosno ona uključuje mnoge tipove rekonstruktivne hirurgije, hirurgije ruku, mikrohirurgije i saniranja opekotina.

## Razvoj plastične hirurgije
Lečenje uz pomoć plastične hirurgije je prvi put spomenuo Edvin Smit Papirus, u transkriptu drevnog egipatskog medicinskog teksta koji datira od vremena Starog carstva od 3000. do 2500. godine p.n.e, gde se spominje operacija polomljenog nosa.
Rekonstruktivne tehnike su prenesene u Indiju oko 800. godine p.n.e. Sushruta je bio lekar koji je imao značajan doprinos na polju plastične hirurgije u 6. veku p.n.e. Postoje pisani dokumenti na osnovu kojih se vidi da je Sušruta radio rekonstrukcije nosa metodom prenošenja kože sa čela. Amputacija nosa je u tom periodu bio način kažnjavanja lopova u Indiji, a osim toga bila je prisutna i kod vojnih invalida. Vertikalni, čeoni kožni režanj, čija je baza bila u predelu glabele, od tada se smatra prvom rekonstrukcijom u medicini, a metoda rekonstrukcije nosa kožom čeone regije se i danas naziva Indijska metoda rekonstrukcije nosa. 
U razvoju današnje moderne plastične hirurgije, značajnu ulogu su odigrali britanski doktori koji su putovali u Indiju kako bi prisustvovali rinoplastici koja se izvodila domaćim indijskim metodama. 
Ocem moderne plastične hirurgije se generalno smatra Ser Harold Giliz. Ovaj novozelandski otorinolaringolog koji je radio u Londonu razvio je mnoge tehnike današnje moderne facijalne hirurgije tokom brige o vojnicima koji su patili od teških povreda lica tokom Prvog svetskog rata. Kozmetički silikon se koristi u obavljanju estetskih operacija grudi. Poslednjih 40 godina, ovakve operacije nisu nikakva tajna u SAD  i u svetu, među poznatim ličnostima i glumcima u Holivudu i među običnim svetom. Operacija nosa, klempavih ušiju, zatezanje kože lica od bora ili fejslifting, uklanjanje viška sala  ili liposukcija su samo neke vrste estetskih operacija. Pamela Anderson i Majkl Džekson  su samo neki od primera poznatih ličnosti sa velikim brojem plastičnih operacija  na licu i telu. U Srbiji estetska hirurgija je postala znatno prisutna u poslednjih 30 godina, naročito kod javnih ličnosti i pevačica koje imaju silikone u grudima i usnama kao što su Svetlana Ceca Ražnatović i Jelena Karleuša, zatim Lepa Brena, Vesna Zmijanac i Suzana Mančić, pa je postala pristupačna i dostupna među običnim građanima u poslednjih 15 godina.
Ljudi često mešaju plastičnu hirurgiju sa antiaging medicinom, što nije isto, jer antiaging medicina podrazumeva upotrebu filera i botoksa u cilju manjih promena i modifikacija na telu i na licu. Antiaging medicinom mogu se baviti i osobe koje nisu plastični i estetski hirurzi.

## Literatura
- Santoni-Rugiu, Paolo . A History of Plastic Surgery. Springer. 2007.  978-3-540-46240-8.
- Fraser, Suzanne . Cosmetic surgery, gender and culture. Palgrave. 2003.  978-1-4039-1299-2.
- Haiken, Elizabeth . Venus Envy: A History of Cosmetic Surgery. Johns Hopkins University Press. 1997.  978-0-8018-5763-8..